# آلدو پیفری
آلدو پیفری (ایتالیایی: Aldo Pifferi؛ زادهٔ ۲۶ اکتبر ۱۹۳۸) دوچرخه‌سوار اهل ایتالیا است.